# شقران أحادي الجانب
بوشيني أحادي الجانب (الاسم العلمي: Puccinia unilateralis) هو نوع من الفطريات يتبع جنس البوشيني من فصيلة البوشينية.